# Monastir (Tunesien)
Monastir (arabisch المنستير, DMG al-munastīr von altgriechisch: μοναστήριον monastérion; vergleiche „Münster“) ist eine Küstenstadt in Tunesien mit 93.306 Einwohnern (Zensus 2014) und Hauptstadt des gleichnamigen Gouvernements. Sie liegt im Süden des Golfs von Hammamet, 20 km östlich von Sousse und 162 km südlich von Tunis.

## Geschichte

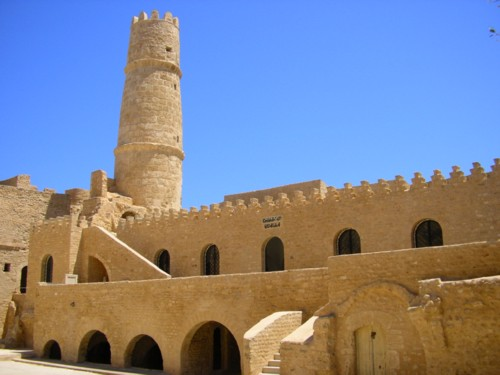
Die islamische Festung (Ribat) in Monastir

Monastir gehört neben Kairouan und Sousse zu den ersten in Ifrīqiya gegründeten arabischen Siedlungen und wurde auf den Ruinen der alten phönizisch-römischen Stadt Ruspina erbaut. Die Festung von Monastir (Ribāt) wurde auf Befehl des Abbasiden-Kalifen Hārūn ar-Raschīd im Jahr 796 als Schutz gegen Angriffe der byzantinischen Flotten am Mittelmeer errichtet und galt mit dem Ribat von Sousse als die bedeutendste Festung entlang der tunesischen Küste (Sahel). Lokalhistorischen Nachrichten aus dem frühen 10. Jahrhundert zufolge war der Aufenthalt in diesem Ribat – genannt als al-qaṣr al-kabīr = die Große Festung – besonders verdienstvoll: Ein dreitägiger Postendienst in Monastir garantierte jedem einen Platz im Paradies. Die Festung galt somit unter den Kämpfern und Asketen gleichermaßen als eine Art Wallfahrts- und Meditationsort zu religiösen Anlässen, wie dem Aschura-Fest und im Fastenmonat Ramadan.
Im Obergeschoss des südöstlichen Flügels war eine kleine Moschee mit einem Mihrāb untergebracht. Heute werden diese Räumlichkeiten als Museum mit Exponaten aus der Region und aus Kairouan genutzt.
Heute ist Monastir eine wichtige Universitätsstadt (Universität Monastir). Ein Fünftel ihrer Bevölkerung sind Studenten. Mit Sousse und Sfax entwickelte sich die Stadt mit ihrem Hafen zum Umschlagplatz des Olivenölhandels. Seit der Mitte der 1960er Jahre ist es eines der wichtigsten Zentren der Touristikbranche in Tunesien.

## Söhne und Töchter der Stadt

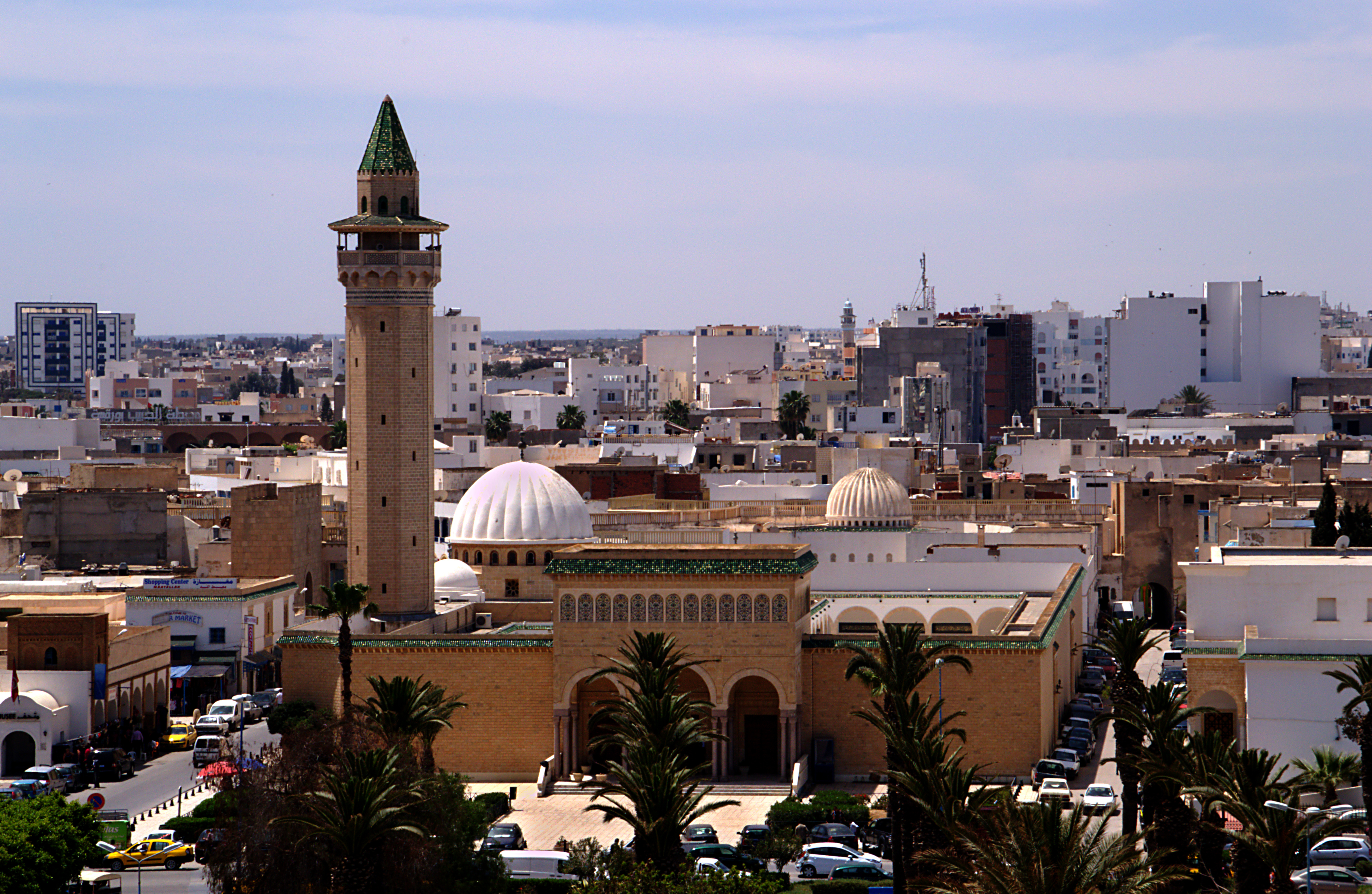
Bourguiba-Moschee

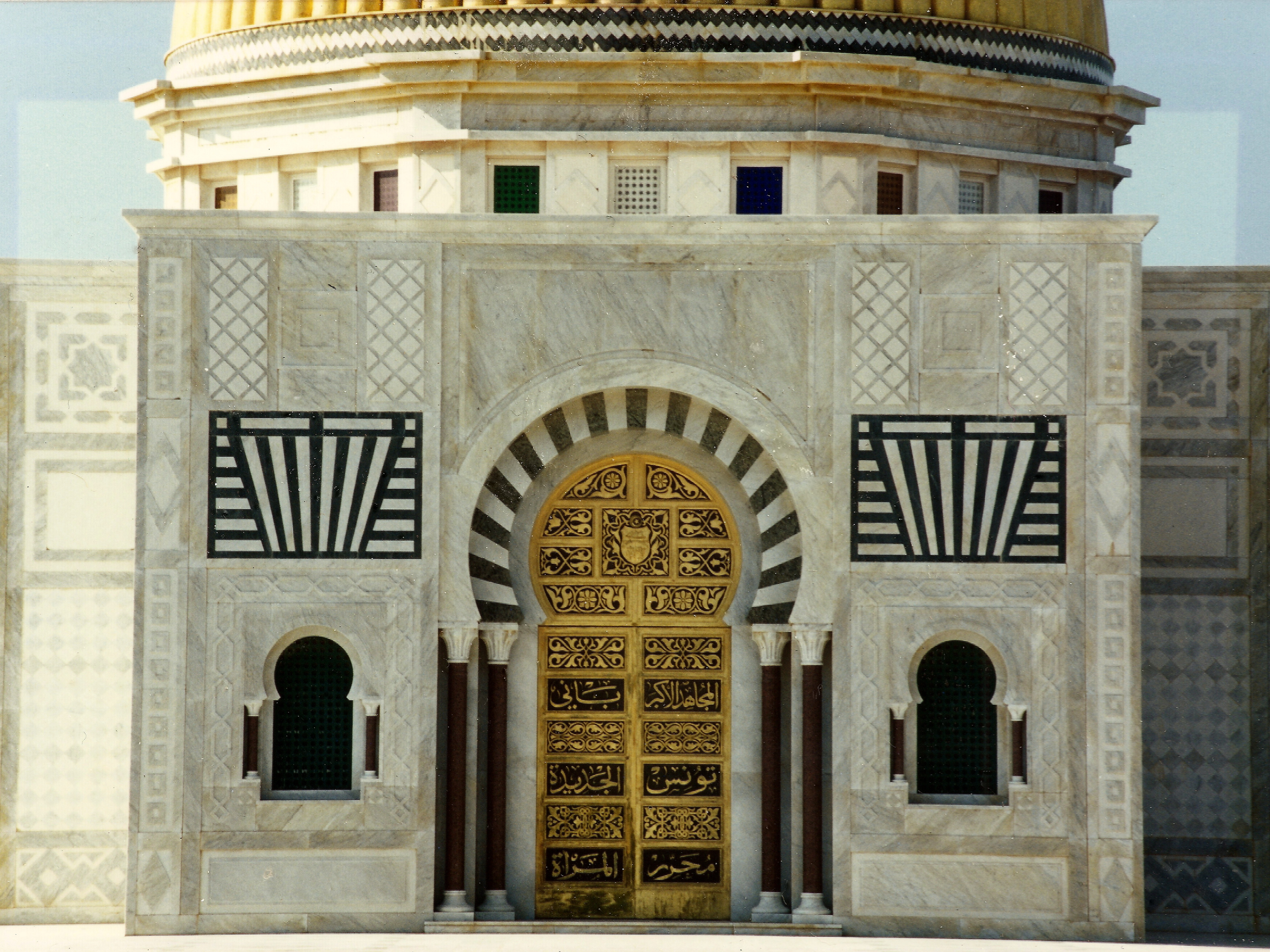
Portal des Habib Bourguiba-Mausoleums

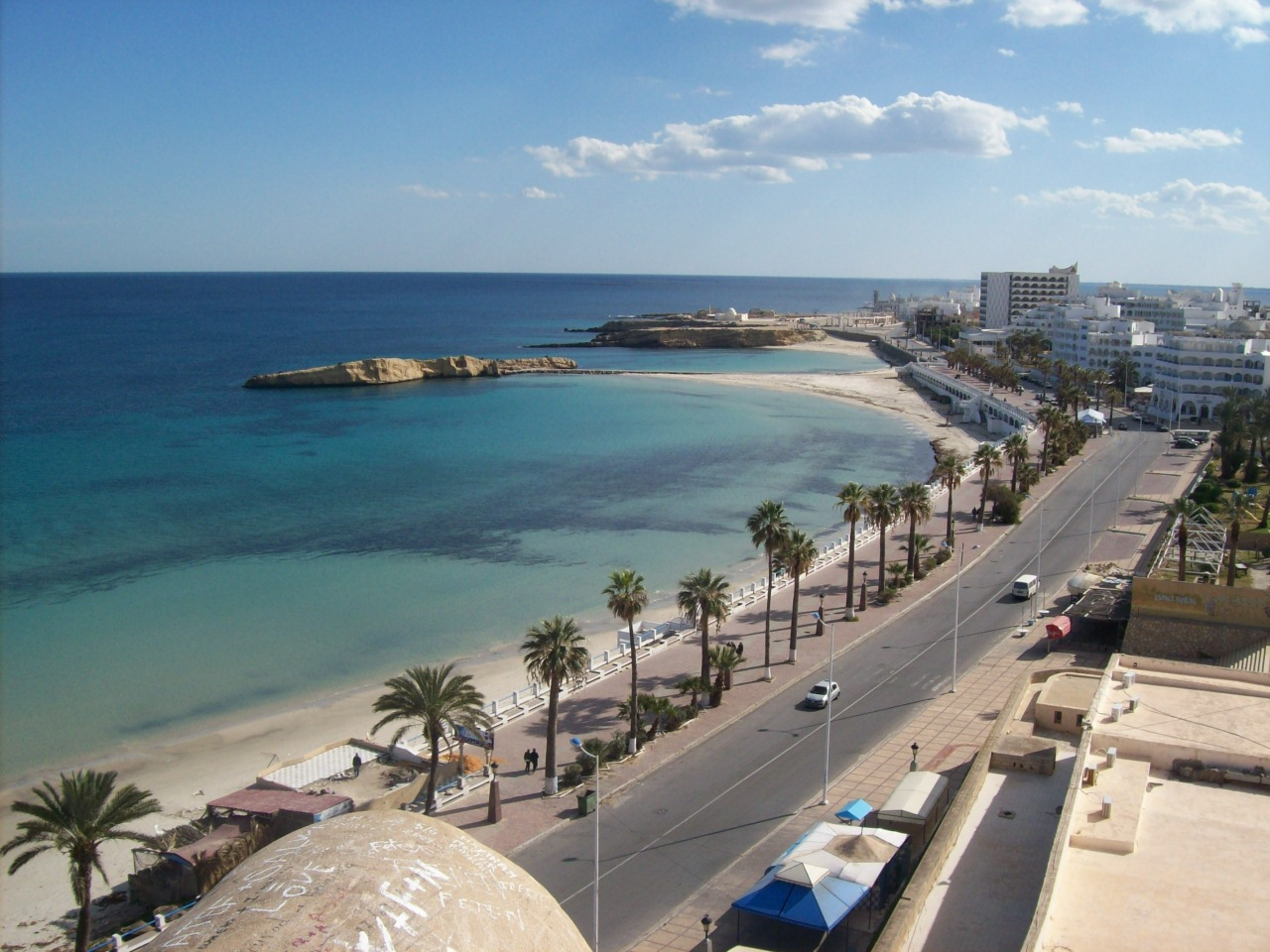
Blick vom Ribāt entlang der Küste nach Südosten

Monastir ist die Geburtsstadt des ehemaligen tunesischen Präsidenten Habib Bourguiba (1903–2000), zu dessen Ehren eine Moschee (Dschâmi' Burqîba) und ein Mausoleum (Turbat Âl Burqîba) errichtet wurden, und dessen ehemaliger Palast sich an der Straße zum Flughafen Monastir befindet, welcher ebenfalls seinen Namen trägt.
- Gaston Bouthoul (1896–1980), Soziologe
- Habib Bourguiba (1903–2000), Politiker und erster tunesischer Staatspräsident
- Hédi Nouira (1911–1993), Politiker
- Mohamed Mzali (1925–2010), Politiker
- Abdelwahab Abdallah (* 1940), Politiker
- Faouzi Benzarti (* 1950), Fußballtrainer
- Nasreddine Nabi (* 1965), Fußballtrainer und -spieler
- Oualid Ben-Amor (* 1976), Handballspieler
- Jawhar Mnari (* 1976), Fußballspieler
- Adli Lachheb (* 1987), Fußballspieler
- Amel Majri (* 1993), Fußballspielerin

## Städtepartnerschaft
- Münster, Deutschland, seit 1969

### Unbelegte oder unvollendete
- Duschanbe, Tadschikistan[2]
- Saint-Étienne, Frankreich, seit 2012 besteht eine offizielle kulturelle Zusammenarbeit.[3]

## Verkehr
Monastir ist in das Streckennetz der staatlichen Eisenbahn SNCFT eingebunden. Mit der sogenannten Métro du Sahel ist Monastir einerseits mit Mahdia und anderseits mit Sousse verbunden.
Der Flughafen Monastir befindet sich acht Kilometer vom Stadtzentrum entfernt. Bis 2011 der wichtigste touristische Flughafen Tunesiens, hat er nach der Eröffnung des Flughafens Enfidha stark an Bedeutung verloren.

## Sport
Seit 2018 werden in Monastir jede Woche mindestens ein professionelles Damen- sowie ein professionelles Herrentennisturnier im Rahmen des ITF Pro Circuit ausgerichtet. Damit ist Monastir weltweit der einzige Ort, an dem man täglich professionelles Tennis besuchen kann. Die Turniere finden alle im Freien auf Hartplatz statt.

## Drehort
Im Ribāt von Monastir wurde 1977 die Bibelverfilmung Jesus von Nazareth des italienischen Regisseurs Franco Zeffirelli sowie 1978 bis 1979 große Teile des Films Das Leben des Brian der britischen Komikergruppe Monty Python gedreht.